# Hanna Hutten
Hanna Hutten, eigentlich Johanna Dörfler, (* 2. August in München; † 2013) war eine deutsche Schauspielerin.

## Leben
Hutten ist die Tochter des Regisseurs Ferdinand Dörfler. Sie ist vor allem durch Auftritte in den Filmen ihres Vaters bekannt geworden. 1953 spielte sie noch eine Nebenrolle als Zimmermädchen in der Komödie Die Nacht ohne Moral mit Claude Farell und Gustav Knuth. Ein Jahr später hatte sie neben Renate Mannhardt in der Joe-Stöckel-Komödie Das sündige Dorf schon die zweitgrößte weibliche Rolle inne. Ihre wahrscheinlich größte Filmrolle hatte sie 1956 in Die fröhliche Wallfahrt. In diesem Heimatfilm nach Motiven von Peter Rosegger und Anton Hamik spielte Hanna Hutten als Sennerin „Maria“ die Hauptrolle neben Bert Fortell.
1958 wechselte sie hinter die Kamera und übernahm unter ihrem bürgerlichen Namen die Produktionsleitung bei Besuch aus heiterem Himmel, dem letzten Film ihres Vaters Ferdinand Dörfler. 

## Filmografie (Auswahl)
- 1953: Die Nacht ohne Moral
- 1954: Das sündige Dorf
- 1955: Der Frontgockel
- 1956: Die fröhliche Wallfahrt